# RGS-50榴彈發射器
RGS-50（俄语：РГС-50，意為：50毫米特殊榴彈發射器）是一款由前蘇聯（現在的俄罗斯）武器製造商捷格加廖夫工厂所研製和生產的單發50毫米肩射型榴弹发射器，發射50毫米口徑榴彈。

## 歷史
RGS-50於1980年代末研製，並且被克格勃、蘇聯內務部以及蘇聯軍隊三者內部的特種部隊單位採用以後服役。1989年，該榴彈發射器正式大量生產及推出，並且由捷格加廖夫工厂命名。苏联解体以後，RGS-50依然在特種警察（包括特殊用途機動單位（俄语：Отряд мобильный особого назначения，簡稱：ОМОН，簡稱：OMON））、俄罗斯内卫部队和反恐特種部隊以及和其他前蘇聯加盟共和國中服役。

## 設計
RGS-50是一枝滑膛單發後膛裝填式肩射型榴弹发射器。就像雙管霰彈槍，其膛室是由卡筍退出系統來開鎖和閉鎖，令膛室中折為二。裝填和重新裝填的過程是手動進行的。為了吸收和減輕後座力，RGS-50的槍托底板具有一個高效能彈簧式緩衝器，即使發射十數發仍然平滑而柔和。RGS-50還具有手動保險，以阻機來鎖定。可拆卸式護木就安裝在槍管底部。瞄準具為可折疊式立式標尺及準星。由於50毫米榴彈的尺寸較大，它在有效射程以內的效果非常高，但相對地也是相當笨重。

## 衍生型

### RGS-50M
RGS-50M（俄罗斯国防部火箭炮兵装备总局代號：／）是RGS-50在1990年代末研製的現代化版本。擊發機構有稍微的改進。卡筍退出系統的回滾制動被彈簧所取代。榴彈發射器的槍管底部原來安裝的護木亦由更方便扣除的折疊式前握把所取代。

## 彈藥
V.A.狄格特亞耶夫工廠亦為RGS-50和RGS-50M研製了一系列可供兩者發射的50毫米榴彈並供選擇，包括：
- GS-50和GS-50M（俄罗斯国防部火箭炮兵装备总局代號：／）—毒氣榴彈，彈藥內裝有刺激性2-氯苯乙酮（CN）催淚瓦斯刺激性氣體，並以瞬間分散手段，用於把目標暫時失去行動能力。
- GS-50PM（俄罗斯国防部火箭炮兵装备总局代號：／）—打靶訓練榴彈。
- GSZ-50（俄罗斯国防部火箭炮兵装备总局代號：／）—藉由產生致盲閃光及心理影響性聲音效果令目標眼花繚亂及眩暈的榴彈，用於把目標暫時失去行動能力。
- EG-50（俄罗斯国防部火箭炮兵装备总局代號：／）—具有彈性元素的橡膠彈頭，藉由造成“平淡”而不會導致致命的創傷，用於把目標暫時失去行動能力。
- EG-50M（俄罗斯国防部火箭炮兵装备总局代號：／）—具有彈性元素的140克橡膠鹿彈，藉由確保聲音、彈藥造成槍口焰以及散射大量相關的元素，對目標產生心理影響。當擊中目標時，其元素不會造成嚴重創傷。
- GV-50（俄罗斯国防部火箭炮兵装备总局代號：／）—用於緊急破門的榴彈。
- GO-50（俄罗斯国防部火箭炮兵装备总局代號：／）—高爆榴彈（HE）。
- GK-50（俄罗斯国防部火箭炮兵装备总局代號：／）—具有锥形装药的高爆反坦克榴彈（HEAT）。
- GD-50（俄罗斯国防部火箭炮兵装备总局代號：／）—煙霧榴彈。
- BK-50—打碎玻璃的榴彈。

## 參見

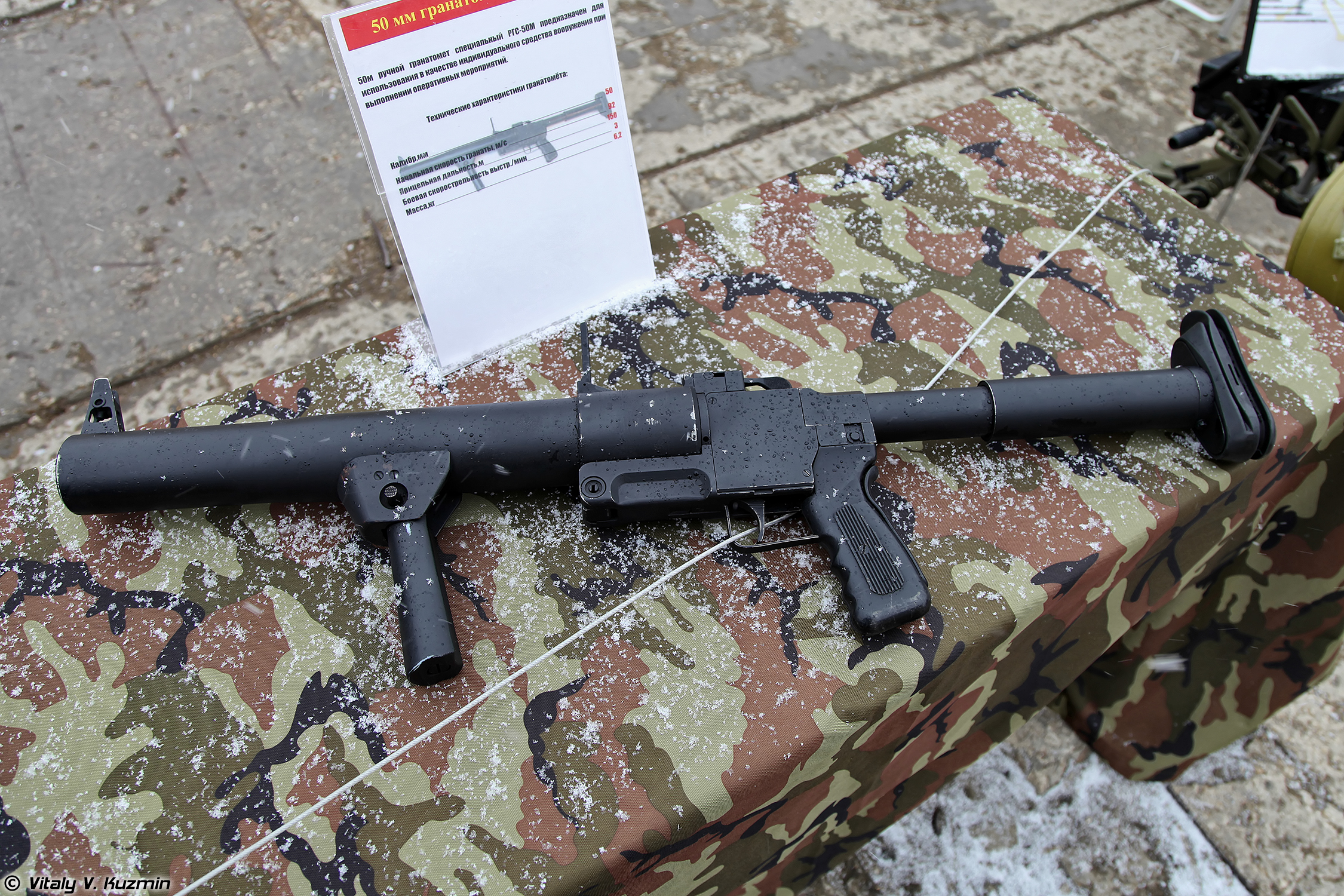
2015年3月26日，俄罗斯内卫部队綜合演習展出的RGS-50M。

## 外部連結
- （英文）—V.A.Degtyarev Plant（页面存档备份，存于）
- （英文）—Modern Firearms—RGS-50M grenade launcher（页面存档备份，存于）
- （英文）—Weapon.ge—RGS-50M（页面存档备份，存于）
- （英文）—Zonawar.ru—RGS-50M modernized special grenade launcher
- （英文）—The Firearm Blog.com—Kalashnikov Concern, Tula, TsNIITochMash at IDEX（页面存档备份，存于）
- （俄文）—Специальный гранатометный комплекс «РГС-50М» / официальный сайт производителя (завод им. В.А. Дегтярёва)
- （俄文）—Гранатомет РГС-50（页面存档备份，存于）